# Frontière entre le Costa Rica et le Panama
La frontière internationale entre le Costa Rica et le Panama, d'une longueur de 330 km, a été établie par le traité Echandi-Fernández (es) en 1941.

## Tracé

### Frontière terrestre
La frontière entre les deux pays se compose d’un tronçon long et fragile qui s’étend entre trois zones : la côte du Pacifique, la cordillère centraméricaine (es) et la zone côtière des Caraïbes. Par le traité Echandi-Fernández (es) de 1941, la frontière actuelle a été délimitée et définie par les points suivants :
- Elle commence à l'embouchure du rio Sixaola dans la mer des Caraïbes, en suivant le creux de cette rivière jusqu'à son entrée dans le rio Yorkín (es).
- De là, elle continue en amont à travers la partie inférieure de la vallée de la rivière jusqu'à ce qu'il atteigne le parallèle à 9° 30' de longitude nord.
- Elle continue ensuite en ligne droite jusqu'au méridien à 82° 56' 10 de longitude ouest.
- De là, il continue vers le sud, le long de ce méridien, jusqu’au sommet de la cordillère de Talamanca, qui sépare les eaux des Caraïbes des eaux du Pacifique.
- Elle suit ensuite cette chaîne de montagnes jusqu'au cerro Pando (es), où elle rencontre les contreforts qui divisent les eaux des affluents du golfe Dulce et de la baie de Charco Azul (es).
- De là, elle suit le contrefort jusqu'à ce qu'elle atteigne l'extrémité de la pointe Burica (es) dans l'océan Pacifique.

### Frontières maritimes
Les frontières maritimes dans les deux océans ont été délimitées par le traité signé le 2 février 1980 par les ministres des Affaires étrangères du Costa Rica, Rafael Ángel Calderón Fournier, et du Panama, Carlos Ozores Typaldos (es).
Délimitation pour le côté mer des Caraïbes
- La ligne médiane dans laquelle tous les points sont équidistants des points les plus proches des lignes de base, d'où chaque nation mesure la largeur de sa mer territoriale, à partir du point où la frontière terrestre touche la mer à l'embouchure du rio Sixaola (9° 34′ 16″ N, 82° 34′ 00″ O) jusqu'au point 10° 49′ 00″ N, 81° 26′ 08″ O où les frontières du Costa Rica, de la Colombie et du Panama se croisent.

Délimitation pour le côté océan Pacifique
- La ligne médiane dans laquelle tous les points sont équidistants des points les plus proches des lignes de base, d'où chaque nation mesure la largeur de sa mer territoriale, à partir du point où la frontière terrestre touche la mer à la pointe Burica (es) jusqu'au point 5° 00′ 00″ N, 84° 19′ 00″ O où les frontières du Costa Rica, de la Colombie et du Panama se croisent.

## Historique
L'histoire de la frontière entre le Costa Rica et le Panama débute en 1573, lorsque le roi Philippe II d'Espagne signe un contrat avec le capitaine Diego de Artieda (es) afin de délimiter la province de Costa Rica (es). Dans ce contrat, il est que ladite province s'étendait « par le Pacifique, de Chomes (es) et des confins de Nicoya (es), jusqu'aux embouchures du Desaguadero (fleuve San Juan), tout ce qui relie la terre à la province de Veraguas ». Toutefois, les frontières entre Veraguas et le Costa Rica n'ont jamais été clairement établies.
Le conflit frontalier débute à la fin des guerres d'indépendance hispano-américaines au XIXe siècle.
 A cette époque, le Costa Rica appartenait à la république fédérale d'Amérique centrale, tandis que le Panama appartenait à la Grande Colombie.
  Au moyen du principe de l'uti possidetis juris, appliqué par presque toutes les républiques hispano-américaines dans la résolution des conflits frontaliers, la Grande Colombie s’est revendiquée sur la base d'un décret royal du 20 novembre 1803, du côté de l'Atlantique la côte des Moustiques du rio Culebras (ou Doraces) au cap Gracias a Dios (y compris l'actuelle côte caraïbe du Costa Rica), et dans le Pacifique le golfe Dulce, tandis que la République fédérale d’Amérique centrale, sur la base d’un décret royal du 1er décembre 1573, revendiquait comme limite une ligne qui partait de l'île Escudo de Veraguas dans l’Atlantique et se terminait à l'embouchure du río Chiriquí Viejo (es) dans le Pacifique. Pour sa part, dans sa constitution d’État de 1825, le Costa Rica, déclare que son territoire s'étend du nord au sud « d'une mer à l'autre, ses limites étant au nord l'embouchure du fleuve San Juan à la province de Veraguas, et au sud l'embouchure du fleuve Alvarado et du río Chiriquí Viejo (es). »

Revendications frontalières faites par la Grande Colombie, le Costa Rica et la République fédérale d'Amérique centrale, selon l'Uti possidetis juris de 1810.

Pour régler cette question, les deux républiques signèrent en 1825 le traité Gual-Molinapar (es) par lequel, tant que le contraire n’était pas officiellement spécifié ou fixé, les deux nations respecteraient le statu quo dans la possession et l'administration de leurs territoires dans la zone contestée. Cela impliquait que la république fédérale d'Amérique centrale occuperait le territoire qui correspondait auparavant à la capitainerie générale du Guatemala, tandis que la Grande Colombie occuperait le territoire de l'ancienne vice-royauté de Nouvelle-Grenade.
Une fois la Grande Colombie désintégrée, des nouvelles divergences frontalières apparaissent entre la république de Nouvelle-Grenade et la république fédérale d'Amérique centrale. A cette époque, la frontière que l’Amérique centrale revendiquait comme la sienne allait du fleuve San Juan à l'île Escudo de Veraguas dans les Caraïbes, tandis que dans le Pacifique, elle revendiquait une ligne droite qui commençait à Escudo de Veraguas et se terminait à la pointe Burica (es). La Nouvelle-Grenade, quant à elle, revendiquait comme sienne les territoires de Bocas del Toro, la côte des Moustiques et toute la côte côtière jusqu'au cap Gracias a Dios, dans l'Atlantique. Dans le Pacifique, il revendiquait les terres jusqu'au río Golfito (es).
Le 30 mai 1836, la république fédérale d'Amérique centrale, craignant l'influence anglaise croissante dans le protectorat de la Côte des Mosquitos, proclama que l'archipel de Bocas del Toro était sous sa juridiction et envoya comme émissaire l'explorateur Juan Galindo pour prendre possession des îles sous le nom de « district de Morazán ». La Nouvelle-Grenade, après avoir appris le fait, envoya une force armée dirigée par l'Espagnol Ildefonso de Paredes qui occupa la région de Bocas del Toro le 18 décembre de la même année et en expulsa les autorités de la république fédérale d'Amérique centrale. Pour réaffirmer sa souveraineté dans la région, la Nouvelle-Grenade créé le canton de Bocas del Toro en 1837 qui devint un (es) territoire national colombien (es) en 1843. Pendant ce temps, le Costa Rica avait demandé l'aide des autres États d’Amérique centrale pour récupérer la région, mais ils n’ont pas pu s'accorder parce qu'ils étaient au milieu d'une instabilité politique intense. Ce fait est devenu l’une des raisons de la séparation du Costa Rica de la fédération centraméricaine un an plus tard.
Après l’indépendance de l'État du Costa Rica de la République centraméricaine en 1838 et de l'État de l'isthme (es) de Nouvelle-Grenade en 1840, les deux gouvernements envisagent alors de résoudre leurs différends frontaliers. Ainsi, le 22 septembre 1841, le traité Carrillo-Obarrio (es) est signé, et dans lequel le Costa Rica reconnait l'État de l'isthme (es) comme une nation indépendante de la République de Nouvelle-Grenade, alors qu’il avait le droit de revendiquer Bocas del Toro et de fixer la frontière des deux pays sur une ligne entre l'île Escudo de Veraguas et l'embouchure de le río Chiriquí Viejo (es). Bien que le Panama ait rapidement approuvé le traité, le Costa Rica a pris une année supplémentaire pour le signer, mais comme l'État de l'isthme (es) avait été réincorporé à la République de Nouvelle-Grenade en 1842, il a été annulé.

Frontière selon le traité Carrillo-Obarrio (es) en 1841.

En 1856, une première tentative officielle est faite pour résoudre la question de la frontière entre le Costa Rica et la République de Nouvelle-Grenade. Le 11 juin de la même année, le traité Calvo-Herrán (es) est conclu,qui confirme le statu quo de 1836 et établit comme frontière sur le versant Pacifique la pointe Burica (es) et le rio Doraces sur l'Atlantique. Le Costa Rica renonce à sa revendication sur la ligne río Chiriquí Viejo (es)-Escudo de Veraguas et la République de Nouvelle-Grenade sur sa revendication sur la côte des Moustiques et le río Golfito (es). Cependant, l'accord n'a pas été ratifié en raison de l'impossibilité de déterminer le véritable parcours du rio Doraces.

Frontière selon le traité Calvo-Herrán (es) en 1856.

En 1865, un autre accord a été conclu, cette fois entre les États-Unis de Colombie (successeur de la Nouvelle-Grenade) et la République du Costa Rica. Après trois sessions, le 30 mars de la même année, le traité Castro-Valenzuela (es) est signé, qui en termes généraux définissait la frontière de  la pointe Burica (es) dans le Pacifique à l'embouchure du rio Cañaveral dans le golfe des Moustiques (es), en passant par la crête de la Serranía de Tabasará (es). Le traité a été rejeté par l'opinion publique dans les deux pays, car au Costa Rica, il était considéré comme une tentative d'annexion par la Colombie, tandis que dans ce dernier, il était considéré comme un détachement des territoires historiques en échange de l'adoption de principes liés à la constitution de 1863 au Costa Rica.

Frontière selon le traité Castro-Valenzuela (es) en 1865.

Après plusieurs actions des autorités colombiennes survenues en mai 1870 dans la région du golfe Dulce et des Rios Sixaola et Changuinola (es), zones que le Costa Rica considérait comme faisant partie de son territoire, des échanges de notes de protestation ont été faits entre le gouvernement de ce pays et celui de l'État souverain du Panama demandant le respect du Statu quo et le retrait des autorités de l'une ou l'autre nation. Après cela, un communiqué a été envoyé entre les gouvernements costaricain et colombien afin de conclure un accord définitif de limites entre les deux pays et d’éviter des confrontations telles que celle susmentionnée. À la suite de ces négociations, il est signé le 18 avril 1873 le traité Montúfar-Correoso (es), qui délimite les territoires entre la pointe Burica (es), la Serranía de Tabasará (es) et la baie d'Almirante, et qui n'a été ratifié par aucun des deux gouvernements.

Frontière selon le traité Montúfar-Correoso (es) en 1873

En raison de la forte instabilité politique qui sévissait dans la région et de l'inefficacité de la délimitation de la frontière commune, la Colombie et le Costa Rica ont signé les conventions Castro-Quijano (es) en 1880, Fernández-Holguín en 1886 et Esquivel-Holguín (es) en 1896 afin d'établir un mécanisme commode pour délimiter la frontière. Dans la convention Castro-Quijano (es) de 1880, l'arbitrage d'une tierce partie a été choisi comme méthode définitive, qui pouvait être le chef d'État de la Belgique, de l'Espagne ou de l'Argentine. Pour la convention Fernández-Holguín de 1886, le monarque espagnol fut choisi comme médiateur. La couronne espagnole a accepté l'arbitrage, mais la mort d'Alphonse XII en 1885 et la participation du gouvernement espagnol à une décision similaire (es) entre la Colombie et le Venezuela ont soulevé des doutes dans la mission colombienne quant à la poursuite du processus. La Colombie a estimé qu’il ne pouvait y avoir d'arbitrage et le gouvernement espagnol s'est alors considéré comme désengagé.
En 1896, la Colombie et le Costa Rica signent la convention Esquivel-Holguíndans (es) laquelle ils nomment le Président de la République française comme arbitre. Francisco Silvela agi en tant qu'avocat pour la Colombie et Manuel María de Peralta en tant qu’avocat pour le Costa Rica. Au décès du président Félix Faure, la fonction arbitrale revient à son successeur, Émile Loubet.
Le 11 septembre 1900, le président Français ayant statué, la décision (es), définissait comme frontière le territoire entre pointe Mona (es), les rios Sixaola et Telire (es), la cordillère de Talamanca, les contreforts qui séparent les eaux qui vont au golfe Dulce, au río Chiriquí Viejo (es) et la pointe Burica (es), et qui ratifiait la souveraineté colombienne sur l'archipel de San Andrés, Providencia et Santa Catalina et l'île de Malpelo. La ligne Loubet (es) ne satisfaisait aux prétentions d’aucune des parties et a apparemment été elle a été formulée dans le but de parvenir à une solution intermédiaire entre les deux parties, bien que cela n’ait pas fait l'objet d'arbitrage. De plus, sur le versant caraïbe la ligne était très imprécise, et selon la façon dont elle était interprétée, elle pouvait même conduire à une éventuelle nullité du jugement parce qu’elle allait « au-delà de ce qui était demandé », parce qu’il identifiait les rios Telire (es) et Sixaola  comme étant un seul, alors qu'en réalité ce dernier est formé par l'union du Rio Telire (es) avec le rio Yorkín (es), et lorsqu’il se réfère dans son texte à la vallée de ce fleuve (qui correspond à l'actuel canton de Talamanca au Costa Rica), il couvrirait un territoire que la Colombie n'avait pas demandé.
A cette époque, la Colombie souffrait de la guerre des Mille Jours, qui a laissé le pays en ruine, il n'a donc été possible, qu'en 1901, que les gouvernements des deux pays entrent en relation pour l'exécuter cet accord, qui n'a pas pu être signé en raison de la guerre civile, les aspirations séparatistes du département de Panama ont resurgi, finissant par obtenir sa séparation totale de la Colombie le 3 novembre 1903.

Frontière selon la décision Loubet (es) en 1900.

En 1905, le Panama et le Costa Rica ont signé le 6 mars de la même année le traité Pacheco-de la Guardia (es), qui proposait comme solution une ligne intermédiaire entre les revendications des deux pays, mais qui a été rejeté par l'exécutif costaricain. Comme le problème n'était toujours pas résolu, en 1910, les gouvernements des deux nations ont signé la convention Anderson-Porras (es) par lequel ils acceptent la frontière tracée par la décision Loubet (es) sur le versant Pacifique (ligne Anderson-Porras) et conviennent de soumettre l'interprétation de la délimitation du versant des Caraïbes à l'arbitrage du Président de la Cour suprême des États-Unis. Celui-ci a résolu la question en 1914 par le biais de la décision White (es), qui définit largement la frontière dans sa partie nord et à laquelle le Panama s'est opposé au motif qu'il avait perdu des territoires autour du rio Sixaola.

Frontière selon le traité Pacheco-de la Guardia (es) en 1905
Frontière selon la décision White (es) en 1914.

À la suite de la promulgation de la décision White, le Costa Rica a décidé d'appliquer les dispositions de la sentence arbitrale en occupant la région du rio Coto (es). À la suite de cette action le Panama a rompu ses relations diplomatiques entre les deux pays, puis elle a déclenché le 21 février 1921 la guerre de Coto (es). En 1928, le protocole Castro-Guizado (es) est signé, mais il est rejeté par l'opinion publique costaricienne et panaméenne. En 1938, le traité de Zúñiga-de la Espriella (es) est signé, qui définit pour la plupart une frontière similaire à l'actuelle, mais a laissé planer le doute sur le tracé sur le versant Caraïbe, en particulier la région près du rio Sixaola.
Enfin, le 2 mai 1941, le traité Echandi-Fernández (es) est signé, qui délimite définitivement la frontière entre le Costa Rica et le Panama. Cet accord est adopté pour le versant de l'océan Pacifique, de la pointe Burica (es) au cerro Pando (es), la frontière définie par la décision Loubet (es) en 1900 (ligne Anderson-Porras), et pour le versant caraïbe, du cerro Pando (es) à l'embouchure du rio Sixaola, partie de la ligne fixée dans la décision White (es) de 1914.

Frontière selon le traité Echandi-Fernández (es) en 1941